# Gostchorze
Gostchorze [pronunciación en polaco: /ɡɔstˈxɔʐɛ/] (en alemán: Goskar) es un pueblo ubicado en el distrito administrativo de Gmina Krosno Odrzańskie, dentro del Distrito de Krosno Odrzańskie, Voivodato de Lubusz, en Polonia occidental. Se encuentra aproximadamente a 5 kilómetros al este de Krosno Odrzańskie y a 27 kilómetros al noroeste de Zielona Góra.
Antes de 1945, el área fue parte de Alemania.